# Adversator
 (avril 2025).
Motif : Notoriété ?
- Archive Wikiwix
- Bing
- Cairn
- DuckDuckGo
- E. Universalis
- Gallica
- Google
- G. Books
- G. News
- G. Scholar
- Persée
- Qwant
- (zh) Baidu
- (ru) Yandex
- (wd) trouver des œuvres sur Wikidata

| 1. | Préciser le motif de la pose du bandeau. | Précisez le motif de la pose du bandeau en utilisant la syntaxe suivante : {{admissibilité à vérifier\|date=juillet 2025\|motif=remplacez ce texte par le motif}}               |
| 2. | Informer les utilisateurs concernés.     | Pensez à avertir le créateur de l'article, par exemple, en insérant le code ci-dessous sur sa page de discussion : {{subst:avertissement admissibilité à vérifier\|Adversator}} |

Adversator est un jeu d'arène de bataille en ligne multijoueur (MOBA) publié et édité par Paradoks Studio. 
Le jeu est en accès anticipé au mois de juin 2021. 

## Description
Le jeu est disponible sur Android et sur Microsoft Windows, le jeu est jouable sur navigateur.
Adversator se joue avec deux équipes de cinq joueurs. L'objectif pour chaque équipe est de détruire la structure principale de l'équipe adverse, au moyen des personnages contrôlés par chaque joueur et avec l'aide des unités contrôlées par l'ordinateur.
Il y a 4 magies et 6 emplacements par personnage, il est possible de construire et d'assembler des objets. 

## Accueil
- EnyGames : 9,8/10[2]